# Andújar
Andújar est une commune située dans la province de Jaén de la communauté autonome d'Andalousie en Espagne. Elle est fameuse pour ses poteries.

## Géographie
Elle est arrosée par le Guadalquivir. À 4 kilomètres d'Andujar, on voit les ruines de l'ancienne Illiturgis.

## Histoire
Conquise par les Arabes en 1224, le général Pierre Dupont de l'Étang y établit son quartier-général avant la bataille de Baylen. Le duc d'Angoulême, commandant l'armée française envoyée en Espagne pour délivrer Ferdinand VII, y rendit, le 8 août 1823, une célèbre ordonnance (rédigée par le général Guilleminot) dans le but de concilier les partis, mais elle resta sans effet par l'opposition de la régence de Madrid.

## Administration
| Période                                  | Période | Identité                | Étiquette | Qualité |
| ---------------------------------------- | ------- | ----------------------- | --------- | ------- |
| 2023                                     | Act.    | Francisco Carmona Limón | PP        | Maire   |
| Les données manquantes sont à compléter. |         |                         |           |         |

## Personnalités liées à la commune
- Anna Delso (1922-2020), militante libertaire, anarcho-syndicaliste et féministe membre de l'organisation anarcha-féminisme Mujeres Libres, exilée après la guerre civile au Canada[3];
- Irma Soriano (1963-), journaliste.